# 伊霍尔·贝扎伊
伊霍尔·沃洛迪米罗维奇·贝扎伊（羅馬化：Ihor Volodymyrovych Bedzai；1972年7月20日—2022年5月7日），乌克兰海军上校，一级战斗飞行员，飞行安全服务负责人，乌克兰武装部队海军司令部高级督察员-飞行员。2014年，俄罗斯入侵乌克兰，贝扎伊所在的第10海军航空旅驻地新费多罗夫卡被俄军占领。他不顾俄军劝降，阻挠和封锁，在无线电静默下率部驾机强行突圍离开了克里米亚俄占区前往尼古拉耶夫。
2022年5月7日，贝扎伊在驾机进行搜救任务时不幸被俄军击落牺牲。他随后被追授乌克兰英雄金星勋章，他所服务过的部队亦被以他的名字命名为“以乌克兰武装部队海军英雄伊霍尔·贝扎伊上校命名的第10海军航空旅”。

## 生平
1972年7月20日，伊霍尔·贝扎伊在尼古拉耶夫出生。他的父亲是一名柴油机车司机。贝扎伊一直期望能成为一名战斗机飞行员，然而医疗委员会只给予了他驾驶直升机的许可。
苏联解体后，贝扎伊选择为他的祖国乌克兰服役。他于是回到了驻地奧恰基夫的第555反潜混合航空团。2004年，第555团解散，贝扎伊调到驻地于克里米亚自治共和国新费多里夫卡的第10海军航空旅。当时，他担任直升机分遣队的指挥官。随后，他成为中队的指挥官。他曾参加过乌克兰和美国联合举行的海风-2014演习。

### 乌俄战争
2014年2月20日俄罗斯入侵乌克兰时，第10海军航空旅的旅长Володимир Хоменко上校因为病重无法履职（并于3月初去世），贝扎伊遂接管了部队的指挥。俄军当时对他许以高官厚禄希望他留在占领区，但他不为所动，率领部下在无线电静默下冒着生命危险强行起飞，带着10架飞行器离开敌占区转移至尼古拉耶夫。此后五年间，贝扎伊继续指挥第10海军航空旅，并重建了部队支援和基础设施。同时，他还驾驶Mi-8和Mi-14直升机多次支援东部前线运送人员和物资抵御俄军入侵。
2019年，他被调到海军司令部的更高职位，并搬到了敖德萨。作为海军航空兵副指挥官和海军司令部高级督察员，他总是亲自执行最艰险的任务。2022年5月7日，他在蛇岛战役期间代替一名小孩仅有3个月大的下属驾机前往多瑙河河口附近执行搜救任务时，他的Mi-14座机不幸被俄军击落，他阵亡时享年50岁。
2022年5月11日，贝扎伊的葬礼于尼古拉耶夫中央城市公墓举行。和他一起安葬于此的还有在同一行动中阵亡的塞尔希·穆什奇茨基上尉。
贝扎伊上校去世时，留下了他的妻子、女儿和儿子。

## 纪念
- 根据乌克兰总统令第№446/2022号，“为了永久纪念乌克兰英雄伊霍尔·贝扎伊上校，在捍卫乌克兰独立和领土完整时所表现出的勇气和英雄主义，以及精神的不可战胜性，鉴于乌克兰武装部队海军第10海军航空旅人员模范地执行了任务”；第10海军航空旅被命名为“以乌克兰武装部队海军的乌克兰英雄伊霍尔·贝扎伊上校命名的第10海军航空旅”[3]。
- 敖德萨的一条街道被以他的名字重新命名为伊霍尔·贝扎伊街[10]。